# 新東京正義乃士
新東京正義乃士（しんとうきょうせいぎのし）は、1980年代中盤に活動した日本のインディーズ・バンドである。カテゴリーとしては「クラシカル・パンク」に属する。
後に筋肉少女帯に参加することになる三柴理（バンドでは「江戸蔵」を名乗っていた）が在籍していた。
エレキギターの代わりにヴァイオリンがいたり、キーボード経験しかないドラムスがいたりと、いわゆる普通のバンドとは違う面を持っていたが、自分たちの音楽が世界の歌謡曲になればいいという思いを持っていたという。
メジャーデビューはせず、活動期間も短かったため、このバンドに関する情報はあまりに少ない。また、ナゴム再生委員会からのCD再発の誘いを断っているため、オリジナル音源の入手は難しい。
なお、インディーズバンドながら、「腐敗屍体」という他のインディーズバンドにリスペクトされるなど、一部に強い影響を及ぼした。

## メンバー
- 「あつまり」期
  - 鉄人三柴（エディ） Vo., Piano
  - あっぱれトヨひろ（トヨ） Vo., Drums
  - 一之橋City（シティ）Guitar, Bass
  - フウ Violin

- 「不滅への挑戦」期
  - 江戸蔵（エディ）pf.
  - 恐怖白豚男（きょうふしろぶたおとこ〈トヨ〉）syn.
  - 冷血少女（れいけつしょうじょ〈フウ〉）Vn.
  - 火達磨小僧（ひだるまこぞう〈ハッチャキ〉）Ds.
  - 山本五十七（やまもと いそしち〈シティ〉）B.

## ディスコグラフィー

### シングル
- 不滅への挑戦（1985年5月、7インチEP+ソノシート）
  - 運のない男
  - 神のなせる業と神髄
  - 時(Time is money)
  - 祖國の改善
  - 人生からす道
  - ハッタレ力松
  - 円覚寺の異変

### アルバム
- あつまり ナゴムオムニバス（1984年12月）
  - しらたき弁当
  - 俺は両刀使い
  - 死体のこもれ火
  - 山道と観世音

### ビデオ
- ナゴムレコードの黄金時代（オムニバス，1985年5月）
  - 俺は両刀使い

### 未収録曲
- 上半身girl
- 古風な女
- 昭和58年最期の叫び
- 破戒
- 青春讃美乃曲
- 二階の太陽
- 男のDay Breaker
- Ready for Good-bye
- 旅は終わり
- 暗中模索
- ひげ左半分
- 正義の哲学
- 正義は戦う
- 住所まで教えたのに
- 信仰のモチーフ
- 浪費の行く末
- 独白と激励
- NIGHT LIGHT

## 楽曲のカバー
- 祖國の改善 - 三柴理『AKEBONO』（2017年、「My Failure」としてカバー[2]）
- 死体のこもれ火 - 電車『電車トーマソ』（2001年）
- 山道と観世音 - 宮村優子『大四喜』（1999年、ピアノ演奏は江戸蔵こと三柴理）
- 上半身girl - 三柴理『Pianism』（2002年）
- 上半身girl - 三柴理『ROCKS & CLASSICS』（2021年）
- 暗中模索 - 三柴理『ROCKS & CLASSICS』（2021年）
- Night Light - 特撮『Agitator』（2001年、三柴が参加するバンド特撮によるカバー）
- Night Light - 『マスター・オブ・サンダー 決戦!!封魔龍虎伝 オリジナルサウンドトラック』（2006年、ロングバージョンとなっている）
- Night Light - 三柴理『Pianism II』（2009年）